# Giorgio Azzimonti
Giorgio Azzimonti (Busto Arsizio, 6 ottobre 1939 – Lecco, 25 gennaio 2017) è stato un calciatore italiano, di ruolo centrocampista.

## Caratteristiche tecniche
Mezzala con compiti di regia, era un abile uomo-assist grazie anche alla propria abilità nei lanci lunghi.

## Carriera
Dopo gli inizi nella Castellanzese, si trasferisce alla Solbiatese, dove debutta nel campionato di IV Serie giocando come attaccante. Nella stagione 1960-1961 passa in comproprietà all'Alessandria, con cui esordisce in Serie B disputando 9 partite senza andare a segno.
Ritorna quindi alla Solbiatese, con cui conquista la promozione in Serie C al termine del campionato 1962-1963, vincendo gli spareggi contro Piacenza e Rovereto. Nel campionato di Serie C 1963-1964 la formazione nerazzurra si piazza al quarto posto, e Azzimonti si laurea capocannoniere del girone A con 19 reti segnate. Viene quindi ingaggiato dal Lecco, militante in Serie B: rimane sul Lario fino al 1969, conquistando nel 1966 la promozione in Serie A.
Esordisce in massima serie il 25 settembre 1966, nella sconfitta per 3-0 sul campo della Juventus, e colleziona in tutto 20 presenze con 3 reti, che non evitano la retrocessione in Serie B. Rimasto a Lecco, vi disputa altre due stagioni nella serie cadetta, fino alla retrocessione in Serie C nel 1969, quando si trasferisce al neopromosso Piacenza. In Emilia è impiegato in 15 occasioni, e dopo la retrocessione in Serie C viene ceduto al Latina, in Serie D, dapprima in comproprietà e quindi a titolo definitivo. Chiude la carriera a 35 anni sempre in quarta serie, nel Cassino, dove viene soprannominato Il Professore.
Muore il 25 gennaio 2017 dopo una lunga malattia.

## Palmarès

### Club
- Campionato italiano Serie D: 1

Solbiatese: 1962-1963

### Individuale
- Capocannoniere della Serie C: 1

1963-1964 (19 gol)